# Rambla Costanera (Ciudad de la Costa)
La Rambla Costanera de la Ciudad de la Costa, es la continuación de la Rambla de Montevideo. Converge con un tramo de la Ruta 10 y tiene una longitud de 16 km, bordeando el Río de la Plata, en Canelones, Uruguay. 

## Generalidades
Fue inaugurada en el año 2011[cita requerida] y comprende dos vías. Atraviesa varios balnearios que van desde Parque de Carrasco hasta El Pinar. Estos son: Barra de Carrasco, Parque de Carrasco, Shangrilá, San José de Carrasco, Lagomar, Solymar, El Pinar.
Es una importante vía de entrada y salida vehicular de Montevideo, capital de Uruguay, con un mucho tráfico en días hábiles por el gran crecimiento de la población que ha tenido la Ciudad de la Costa. A pocos minutos de la Rambla Costanera se encuentra el Aeropuerto Internacional de Carrasco.
En 2012, el Ministerio de Obras Públicas y la Intendencia de Canelones realizaron el ensanchamiento de la Rambla Costanera, y de Av. Italia, con un total de 4 km de calzada en cada vía.
En 2014, la Comuna Canaria de la Intendencia Municipal de Canelones realizó obras de saneamiento por lo que se produjo un desvío de la Rambla Costanera a la altura de Solymar.